# Stella Spotlight
 (mai 2025).
Stella Spotlight est un personnage de Starmania, l'opéra-rock de Michel Berger et Luc Plamondon.

## Présentation

### Biographie fictive
Stella Spotlight est l'une des actrices les plus emblématiques de sa génération. Il est largement sous-entendu que sa plastique parfaite, souvent exhibée via le 7ème Art, est à l'origine de son succès. Elle est toutefois une icone pour les soldats envoyés au front durant la guerre, dont le futur milliardaire Zéro Janvier. Ce dernier s'avère être l'un de ses admirateurs les plus enthousiastes - il l'érige en « Déesse de l'amour, Déesse de la guerre ».
Mais, les années passant, son succès décline. L'ancien sex-symbol vit très mal cette carrière en perte de vitesse, de même que son âge. Alcoolique, elle supporte de moins en moins l'hypersexualisation dont elle est encore et toujours victime. Elle craint pour sa santé mentale ; ses angoisses, couplées à son addiction, lui provoquent des crises de panique et de paranoïa (« J'ai peur de devenir folle / Toutes les nuits j'rêve qu'on me viole »). Elle est en outre effrayée à l'idée de sortir et victime du harcèlement de rue.
Stella finit par annoncer la fin de sa carrière : après un ultime film (le remake de Boulevard du crépuscule), elle veut se retirer sous les tropiques et écrire ses mémoires.
Apprenant la nouvelle, Zéro Janvier lui fait porter une gerbe d'orchidées accompagnée d'un télégramme où il lui présente ses hommages et lui demande de devenir l'égérie de son parti politique. De fait, Janvier est candidat à la présidence et présente un programme totalitaire dont les idées sont largement contestées : il a besoin d'elle pour redorer son image. La domestique de Stella, ulcérée, souligne la folie et l'opportunisme du milliardaire. Mais la comédienne, flattée et voyant là l'opportunité de renouer avec sa gloire d'antan, accepte sa destinée.
En tenue de gala, elle s'affiche aux côtés du politicien et chante alors le slogan : « Si vous voulez un homme nouveau Zéro, c'est l'homme qu'il vous faut ! ». La prise de position de la star est vivement critiquée par les citoyens, dont Marie-Jeanne. Zéro et Stella deviennent un couple, à la vie comme à la scène.
En réalité, l'actrice est psychologiquement détruite et les séances chez le psychiatre se révèlent vaines : pour « [s'occuper] de son âme », elle se tourne alors vers des milieux troubles, comme la secte du Gourou Marabout, le grand rival politique de Janvier. Elle prend part à des séances de thérapies en groupe, à la limite de l'orgie.
Janvier fait surveiller ses moindres faits et gestes : ayant appris que son égérie fréquente les cercles intimes de son concurrent, il la confronte sur le sujet et menace de rompre avec elle. Mais Stella lui tient tête ; elle s'insurge de la trajectoire prise par sa vie (« Avant je vendais du rêve, maintenant je vends du vice »). Pour l'amadouer, le milliardaire la demande alors en mariage. Après une dispute sur leur ego respectif, le tandem, habité par des intérêts communs, se met d'accord sur une alliance maritale et carriériste.
À la surprise générale, Stella annonce son union avec Janvier. Les noces sont célébrées en petit comité à la Cathédrale Notre-Dame des Armes. À la suite du mariage, une réception géante est organisée à Naziland, la discothèque située au sommet de la tour dorée du milliardaire.
Avec son soutien, Janvier finit par remporter la campagne présidentielle. Stella est épuisée par son existence et révulsée par l'appui qu'elle a apporté au businessman. Alors que la foule ovationne le nouveau leader de l'Occident, elle se détourne et dénigre sarcastiquement ses électeurs : « Mesdames, Messieurs / Vous ne voudrez pas y croire / Mais après tout, c'est vous qui avez voté ! ».
Finalement, dégoûtée du pouvoir et du star system, elle comprend qu'elle s'est avilie pour un rêve :

« Devant mon miroir j'ai rêvé d'être une star

J'ai rêvé d'être immortellement belle

Ce soir j'irai voir à travers le miroir

Si la vie est éternelle »

Son sort reste incertain dans les versions antérieures à 2022. Dans la mise en scène de Jolly, son suicide est explicite : elle chante ses adieux avant de se jeter dans le vide, du haut du gratte-ciel de Janvier, ne laissant derrière elle qu'un morceau d'étoffe scintillant.

### Caractère
Pour les créateurs de la tournée 2022-2024, Stella est une « ancienne idole sexy et glamour figée dans un univers en Technicolor. [Elle] cède aux flatteries du businessman, envoutée par l'idée de revenir dans la lumière et [...] défier ainsi le temps qui passe. Son personnage se débat en même temps contre les démons qui accompagnent la gloire en se posant des questions vertigineuses ». Elle est usée par l'image qu'elle renvoie, en décalage avec son âge ; elle sait en outre qu'elle suscite désormais souvent l'indifférence, voire certaines moqueries (« Venez voir, venez rire / A la fin d'une idole »).
Stella s'impose néanmoins comme une personnalité forte, ambitieuse, intelligente et lucide. Perspicace quant aux véritables motivations de Zéro Janvier à son égard et, comprenant ce qu'il peut lui apporter, elle ne le repousse pas. Elle est également l'une des rares personnes à ne jamais se laisser intimider par le politicien.
Par son parcours, Spotlight incarne aussi les victimes de l'industrie cinématographique : le milieu malsain qui pousse aux addictions, l'hypersexualisation des vedettes, la récupération politique de son image, le jeunisme l'incitant à haïr son âge, la rareté des rôles proposés aux femmes mûres, le mépris suscité par ses choix de carrière... Elle est à la fois complice et martyre des déviances du 7ème Art, terrifiée à l'idée d'être oubliée et bien consciente des dérives du système auquel elle participe. Le viol reste l'une de ses angoisses les plus viscérales : elle y fait allusion plusieurs fois, lors des titres Les Adieux d'un sex-symbol et Sex Shops, cinémas pornos,.
Symboliquement, elle franchit un point de non retour en devenant l'égérie du Parti Pris Pour le Progrès de Zéro Janvier. Le couple se révèle mal assorti et néfaste, exempt d'amour (« On aime que soi-même / Comment veux-tu qu'on s'aime ? »). Leur union n'est pas heureuse, uniquement motivée par les ambitions de chacun :

« Moi j'suis avec toi parce que tu m'fais du bien

Toi tu t'sers de moi pour arriver à tes fins

Faut pas mélanger l'amour et le métier

On fait tout ce qu'on peut pour pouvoir se rendre heureux

Mais on n'est jamais content

Tous les deux en même temps »

## Interprètes

### Les différentes interprètes
Stella Spotlight a été interprétée par Diane Dufresne, France Castel, Marie Denise Pelletier, Sabrina Lory, Oona, Pamela Falcon, Patsy Gallant, Rénée Lapointe et Maag (doublure : Jeanne Jerosme).

### Vision des interprètes et des créateurs sur le rôle

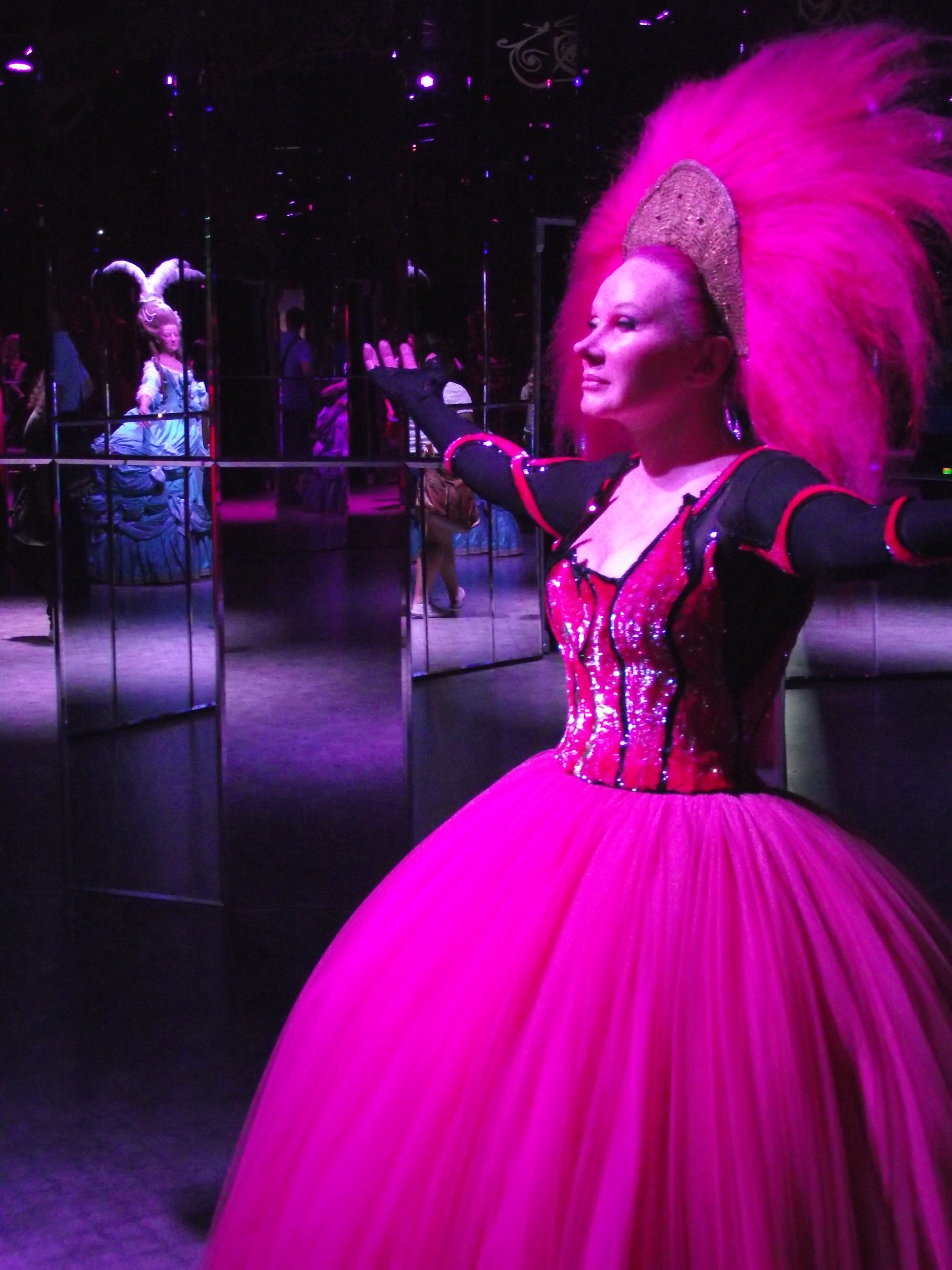
Dufresne représentée en costume de scène (Musée Grévin Montréal).

#### La création avec Diane Dufresne
A l'origine, Berger et Plamondon voulaient favoriser un casting d'inconnus. Sur la pression des producteurs et bien conscients du budget nécessaire à leur opéra rock, ils consentent à amener des stars sur le projet. Chacun opte pour sa muse :  France Gall pour le compositeur et Diane Dufresne pour le parolier. La première devient Cristal, la seconde Stella Spotlight. Les créateurs lui présentent le rôle de la diva comme un personnage majeur, taisant le fait qu'elle n'apparaît qu'après l'entracte.
Si Dufresne refuse par la suite de reprendre le rôle, sa marque reste indélébile : c'est elle qui a donné corps à cette héroïne sur le déclin et a insisté pour chanter Les Adieux d'un sex-symbol, un titre que Plamondon avait abandonné. Par ailleurs, elle rejette la chanson Les uns contre les autres, qu'elle juge trop calme ; ce refus pousse les compositeurs à associer la balade mélancolique à Marie-Jeanne.
La chanteuse garde néanmoins un souvenir mitigé de l'expérience : « Je savais que je participais à un spectacle important mais l'ambiance était lourde. Les costumes étaient affreux, du burlesque raté. Et puis c'était un peu la bataille des ego. J'ai pris ma place entre les stars, France Gall, Fabienne Thibeault... Travailler avec les autres n'a jamais été mon truc ».

#### Les successeuses emblématiques du rôle
Après avoir refusé de jouer Cristal en 1979, Sabrina Lory succède à Dufresne dans la production française de 1988. Pour la chanteuse, le rôle n'est pas simple à aborder. Sa situation familiale est très compliquée, elle assume difficilement le côté trash de certaines paroles et doit lutter contre le vertige à chaque représentation. Au gré des répétitions, elle finit pourtant par aborder plus sereinement le personnage : « Je n'étais pas fière d'avoir refusé la première version et puis, je ne voulais pas que l'on devine mon âge. Pendant longtemps, je suis restée dans le flou sur ce point, une coquetterie féminine idiote. [...] J'étais extrêmement pudique pendant les répétitions. J'avais du mal à me lâcher. [...] Puis, un jour, on a répété Ego Trip, une chanson qui me permettait d'être plus dans mon élément, moi qui suis une blueseuse et une rockeuse dans l'âme. Je me suis amusée comme une folle sur cette chanson et là, j'ai convaincu tout le monde [...]. Je ne me suis jamais lassée du rôle parce que chaque soir les chansons vous portent et le public aussi ». Tout en jouant sur ses fragilités et ses doutes personnels, Lory s'inspire de Marilyn Monroe, « une femme cassée et broyée par un système ». A l'inverse de Dufresne, le travail d'équipe se révèle salvateur pour Lory : « Plus on jouait, plus on incarnait les rôles. Nous devenions un peu schizophrènes. Nous formions une équipe très soudée, très proche, en symbiose totale. C'était magique. Chaque soir était magique ». Elle reprend à nouveau ce rôle en 1994.
Maag, dernière interprète en date du rôle, affirme que « Stella est le genre de rôle que j'attendais depuis très longtemps. Il y a de magnifiques chansons à interpréter, notamment Les adieux d'un sex symbol et Le rêve de Stella Spotlight. C'est un personnage tout en nuances. Au fur et à mesure, j'ai appris à vivre avec elle. Dès les premières séances de travail, même en jogging, je me sentais déjà Stella ». Le Point loue son interprétation et souligne sa présence, « [l'une des plus] tragiques de la production ». De par leur complexité, Stella Spotlight et Sadia sont les figures favorites du metteur en scène Thomas Jolly, lequel souligne la force des figures féminines de Starmania. La comédienne est en outre le personnage dans lequel il s'est reconnu durant l'enfance : « Moi, dès le début, j'étais Stella Spotlight, l'actrice déchue : Devant mon miroir, j'ai rêvé d'être une star... Je m'identifiais totalement ».

## Chansons dans l'opéra rock

### ActeI
Aucun titre.

### ActeII
- Les Adieux d'un sex-symbol
- Le Télégramme de Zéro à Stella (avec Zéro Janvier et son assistante)
- La Procession du grand gourou / Paranoïa (avec le Grand Gourou Marabout et la troupe)
- Jingle de Stella (Si vous voulez un homme nouveau) (avec Zéro Janvier et la troupe)
- Sex shops, cinémas pornos[21]
- Ego Trip (avec Zéro Janvier)
- Tango de l'amour et de la mort (avec Sadia)[21]
- Le Rêve de Stella Spotlight
- Final (avec la troupe)